# Карлос Реаль де Азуа
Карлос Реаль де Азуа (Монтевідео, 15 березня 1916 — Монтевідео, 16 липня 1977) — юрист, професор літератури та естетики, літературознавець, історик та уругвайський есеїст, який вважається найвидатнішим ініціатором політичної науки в своїй країні.

## Життєпис
Професор літератури в середній освіті, з 1937 по 1966. 
Професор Інституту професорів Артігаса, з 1954 по 1967 викладав курс з латиноамериканської  та ріоплатенської літератури, а з 1952 по 1976 — літературної естетики. На факультеті економічних наук Азуа був професором політичних наук (1967 — 1974).
Найважливіша частина його журналістської діяльності була розроблена в березні з 1948. І звідтоді він виступає автором окремих статей, незалежно від того, чи це виступи чи події чи основоположні методологічні та теоретичні питання, він робить це з великою інтелектуальною глибиною, суворістю та тонкощами.
Азуа також вступив до Народного союзу.
Його вплив на уругвайську культуру порівнюється лише з впливом Карлоса Ваза Феррейри, Карлоса Кіджано, Хосе Енріке Родо та Хуана Е. Півеля Девото. Азуа вважали сучасною версією універсальної людини епохи Відродження.

## Книги та статті про Карлоса Реаля де Азуа
Письменник Рубен Котело написав коротку біографію "Real De Azúa".
Книга "Jaque en su número n. 31" (13 липня 1984 ) створена престижною групою однодумців, що вирішили зробити передрук статей в знак поваги до Карлоса Реала де Азуа. Ними були: Сезар Аґіар, Маріано Арана, Ліза Блок де Бехар, Туліо Гальперін Донґі, Енріке Фієрро. Карлос Філґейраш, Карлос Мартінес Морено, Хуан Оддоне, Карлос Пеллеґріно, Бланка Париж, Мерседес Рамірес, Хуан Ріаль, Емір Родріґес Монеґал, Рікардо Родріґес Перейра, Марта Сабеллі де Лукау та Іда Вітале.
Ліза Блок з Бехара написала кілька статей про Азуа.  
Туліо Ґальперін Донґі написав книгу "Carlos Real de Azúa: la ávida curiosidad por el mundo ("Карлос Реаль де Азуа: жадібна цікавість до світу").
Сузана Малло написала докторську дисертацію на тему "Карлос Реаль де Азуа",  Пабло Рокка опублікував кілька статей , а Маркос Даніель Аґілар  писав про Азуа у журналі "CARIATIDE" у Мексиці.
У липні 2017 виходить книга "Carlos Real de Azúa, Una biografía intelectual" Валентина Трухільйо. 
Проєкт «Anáforas» семінару «Лінгвістичні основи спілкування» факультету інформації та комунікацій створив вебсторінку, на якій зібрана значна частина робіт Карлоса Реала де Азуа.
Історик Хосе Рілла разом з критиком Оскаром Брандо дав життя книзі "Carlos Real de Azúa: los años de formación (1934-1943) - Escritos inéditos sobre Rodó".

## П'єси
- El patriciado uruguayo (1961)
- Problemas de la enseñanza literaria: la elección de autores (Asir. 1961)
- El impulso y su freno (1964)
- Cronología comparada de la historia del Uruguay 1830-1945 (with Blanca París de Oddone, Aurelio Lucchini, Otilia Muras, Arturo Ardao, Washington Buño, Lauro Ayestarán, and Susana Salgado. 1966)
- Política, poder y partidos en el Uruguay de hoy (1971)
- El clivaje mundial eurocentro – periferia y las áreas exceptuadas (para una comparación con el caso latinoamericano) (1975)
- Uruguay: ¿una sociedad amortiguadora? (posthumous. 1985)